# Big Falls (Minnesota)
Pour les articles homonymes, voir Big Falls.
Big Falls est une ville américaine située dans le Comté de Koochiching, dans le Minnesota. Selon le recensement de 2010, sa population est de 236 habitants.